# 湖南公立商业专门学校
湖南公立商业专门学校是民国初年湖南一所公立学校。

## 历史
1911年，刘希刚（日本东京商业学校毕业）、陈光晋（日本山口商业学校毕业）在长沙三公祠创办“湖南中等商业学校”，办学十分困难。改名为“湖南商业专门学校”，校长许庸。1914年定名为“湖南省立甲种商业学校”，校长陈光烈，迁至长沙荷花池，才“功课整齐，秩序严肃”，教师“多留日学生”。后校长施文尧、王风昌、罗上宽、汤松，改名为“湖南省立商业专门学校”成为高等学校。1919年校长孙孔厚、蒋国辅、任凯南、黄士衡。1926年并入创立湖南大学。